# Władysław Brzozowski (podpułkownik)

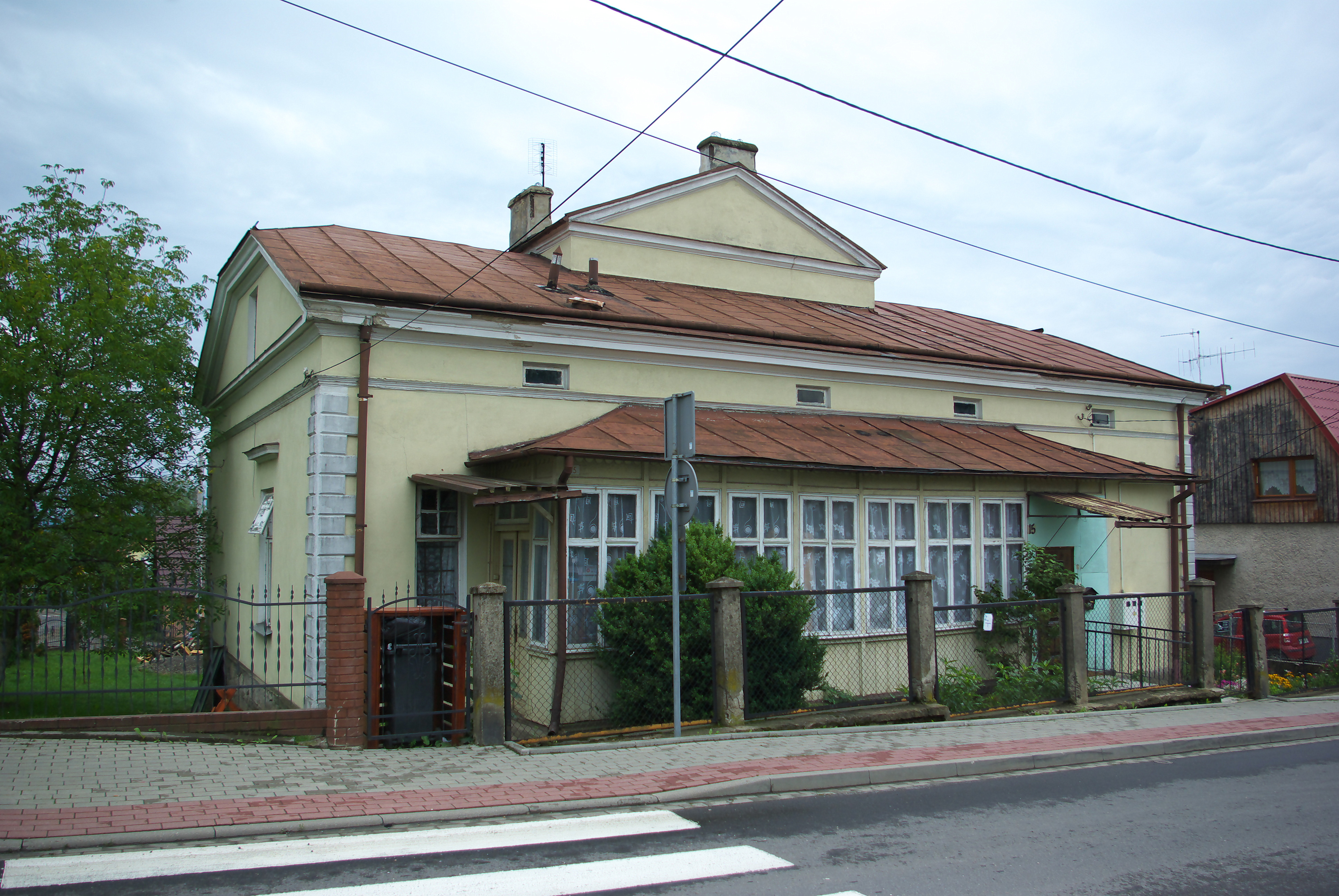
Rodzinny dom Brzozowskich w Sanoku

Władysław Karol August Brzozowski, także Władysław Brzozowski-Korab h. Korab (ur. 28 sierpnia 1895 w Tarnowie, zm. 14 czerwca 1990) – podpułkownik artylerii Wojska Polskiego.

## Życiorys
Urodził się 28 sierpnia 1895 w Tarnowie, w rodzinie Franciszka Ksawerego (1856–1931) i Heleny z Kłobukowskich (1871–1954). Miał czworo rodzeństwa:
- Wacław (1892-1970), major artylerii Wojska Polskiego,
- Maria (1893–1975), żona Jerzego Adamskiego[4][5], brata Tadeusza – obaj legioniści),
- Witold (ur. 14 lipca 1899 w Sanoku, zm. 27 lipca 1920 w m. Lewkowo), żołnierz 2 pułk ułanów Legionów Polskich (od 13 stycznia 1917) i podchorąży 4 pułku artylerii polowej[6] [7][8][9],
- Helena (1903–1938, od 1925 zamężna z właścicielem dóbr, Konstantym Romerem)[10][c].

Rodzinny dom Korab-Brzozowskich znajduje się pod obecnym adresem ulicy Henryka Sienkiewicza 15 (do 1939 pod numerem 9), położony pomiędzy ulicami Henryka Sienkiewicza, Juliusza Słowackiego i Grunwaldzką w Sanoku (w przeszłości była to ulica Bartosza Głowackiego). Później właścicielem dworku był Jerzy Adamski.
W 1913 Władysław zdał egzamin dojrzałości w C. K. Gimnazjum Męskim w Sanoku (w jego klasie byli m.in. Jan Bratro, Stanisław Szwed, Roman Ślączka, Władysław Zaleski). Był jednym z pierwszych członków ruchu skautowego w Sanoku, został członkiem tajnego „oddziału ćwiczebnego” im. Hetmana Stanisława Żółkiewskiego, założonego w listopadzie 1909 przez działaczy Organizacji Młodzieży Niepodległościowej „Zarzewie”, od 1911 jako jawna Drużyna Skautowa im. hetmana Stanisława Żółkiewskiego – Ex ossibus ultor (innymi harcerzami byli wówczas m.in. Jan Bratro, Julian Krzyżanowski, Tadeusz Piech, Klemens Remer, Tadeusz Remer, Zygmunt Vetulani, Władysław Zaleski, Mieczysław Krygowski).
Po studiach podjął studia prawnicze. W trakcie I wojny światowej bracia Wacław i Władysław Brzozowscy zostali zmobilizowani do cesarskiej i królewskiej armii i wysłani na front karpacki do walk z Rosją. Władysław walczył w szeregach pułku artylerii górskiej nr 10. Awansował na kolejne stopnie w korpusie oficerów rezerwy artylerii górskiej: chorążego ze starszeństwem z 1 sierpnia 1915 i podporucznika ze starszeństwem z 1 sierpnia 1916.
Po zakończeniu I wojny światowej, jako były oficer armii austriackiej został przyjęty do Wojska Polskiego i zatwierdzony do stopnia porucznika. Brał udział w wojnie polsko-bolszewickiej. Został awansowany do stopnia kapitana artylerii ze starszeństwem z dniem 1 czerwca 1919. W 1923 był przydzielony do 10 dywizjonu artylerii konnej w Jarosławiu. W 1924 był przydzielony do 13 dywizjonu artylerii konnej w Brodach. W latach 1928–1933 pełnił służbę w 13 pułku artylerii lekkiej w Równem. 27 stycznia 1930 został awansowany na stopień majora ze starszeństwem z dniem 1 stycznia 1930 i 18. lokatą w korpusie oficerów artylerii. W marcu tego roku został wyznaczony na stanowisko kwatermistrza pułku. W kwietniu 1933 został przeniesiony do 10 pułku artylerii ciężkiej w Przemyślu na stanowisko dowódcy dywizjonu. W 1937 został dowódcą sformowanego wówczas 18 dywizjonu artylerii ciężkiej w Zambrowie. Na podpułkownika awansował ze starszeństwem z dniem 19 marca 1939 roku i 13. lokatą w korpusie oficerów artylerii.
Według stanu z 1931 Wacław i Władysław Brzozowscy figurowali jako właściciele domu przy ul. Emilii Plater w Sanoku.
Po wybuchu II wojny światowej 1939 w czasie kampanii wrześniowej 1939 roku dowodził 18 dywizjonem artylerii ciężkiej. Przebywał  w niemieckim obozie jenieckim Oflag II C Woldenberg (wraz z nim brat Wacław).
Po wojnie powrócił do Polski. Jako emerytowany podpułkownik zamieszkiwał w Nowej Rudzie przy ulicy Stefana Żeromskiego 1. Zmarł 14 czerwca 1990. Został pochowany na cmentarzu komunalnym w Nowej Rudzie. Jego żoną była Halina z domu Grudzińska (1901–1985).

## Ordery i odznaczenia
- Krzyż Walecznych[36]
- Złoty Krzyż Zasługi[36]
- Srebrny Medal Waleczności 2 klasy (Austro-Węgry)[42]
- Krzyż Wojskowy Karola (Austro-Węgry)[42]